# VARIG
La VARIG (acronimo portoghese per Viação Aérea Rio-Grandense) è stata una compagnia aerea brasiliana.

## Storia
Fondata dall'immigrato tedesco Otto Ernst Meyer il 7 maggio 1927 a Porto Alegre, fu una delle più importanti compagnie aeree del mondo.
Lungo la sua storia VARIG acquistò varie compagnie aeree: negli anni 60 acquisì la Redes Estaduais Aéreas Ltda - Real Transportes Aéreos e la Serviços Aéreos Cruzeiro do Sul S.A., ereditando così aeromobili e rotte. Alla fine della dittatura militare in Brasile, ha acquistato le rotte della Panair do Brasil S.A. verso l'Europa, diventando così la più grande compagnia aerea dell'America Latina.
Negli anni ottanta creò una sussidiaria dedicata ai voli regionali, Rio Sul Linhas Aéreas S.A. e negli anni novanta, ha acquisto la Nordeste Linhas Aéreas S.A.. Dopo un periodo di forte espansione sia nel mercato interno brasiliano sia in quello internazionale, nel 1997 entrò a far parte di Star Alliance. La compagnia è stata la principale linea aerea internazionale del Brasile e dell'America Latina per interi decenni.
Negli anni 90 la compagnia cominciò una fase drammatica della sua storia, dovuta a una lunga crisi finanziaria e fu dichiarata in bancarotta nel 2006.
Il marchio, gli slot, e quasi tutti gli attivi della compagnia, così come avvenuto nel piano di risanamento di Alitalia, furono ceduti nel 2006 a Volo do Brasil, una holding costituita ad hoc per eseguire l'operazione. Fu così creata la VRG Linhas Aéreas S.A., che è stata successivamente ceduta e completamente incorporata in Gol Transportes Aéreos S.A. la quale utilizza il solo marchio VARIG su alcune delle sue livree.
Viação Aérea Rio-Grandense, così come le ex-controllate Rio-Sul e Nordeste, non possono operare voli con il marchio VARIG, ceduto tramite VRG Linhas Aéreas a GLAI, holding che raggruppa la stessa VRG Linhas Aéreas e Gol Transportes Aéreos.

Per questo motivo è stata creata una nuova società chiamata Flex Linhas Aéreas, con l'intenzione di riprendere l'attività di trasporto aereo passeggeri, anch'essa fallita.
- VRG Linhas Aéreas S.A. → Gol Transportes Aéreos
- Viação Aérea Rio-Grandense S.A. → Flex Linhas Aéreas

## Destinazioni
Nel corso degli anni Varig ha servito le seguenti destinazioni:
- Africa: Abidjan, Capetown, Dakar, Johannesburg, Lagos, Luanda, Maputo, Capo Verde, Monrovia.
- Asia: Bangkok, Beirut, Hong Kong, Nagoya, Tokyo.
- Europa: Amsterdam, Barcelona, Copenaghen, Ginevra, Lisbona, Milano, Madrid, Monaco di Baviera, Porto, Roma Fiumicino, Zurigo.
- Americhe: Aruba, Atlanta, Bariloche, Bridgetown, Cancun,  Chicago, La Havana, Los Angeles, Miami, Montreal, New York, Orlando, Panama City, Port of Spain, San José, San Juan, Santo Domingo, San Francisco, Toronto, Washington, Asunción, Caienne, Córdoba, Guayaquil, Iquitos, La Paz, Lima, Mendonza, Paramaribo, Quito, Rosário, Santa Cruz de la Sierra.

## Flotta

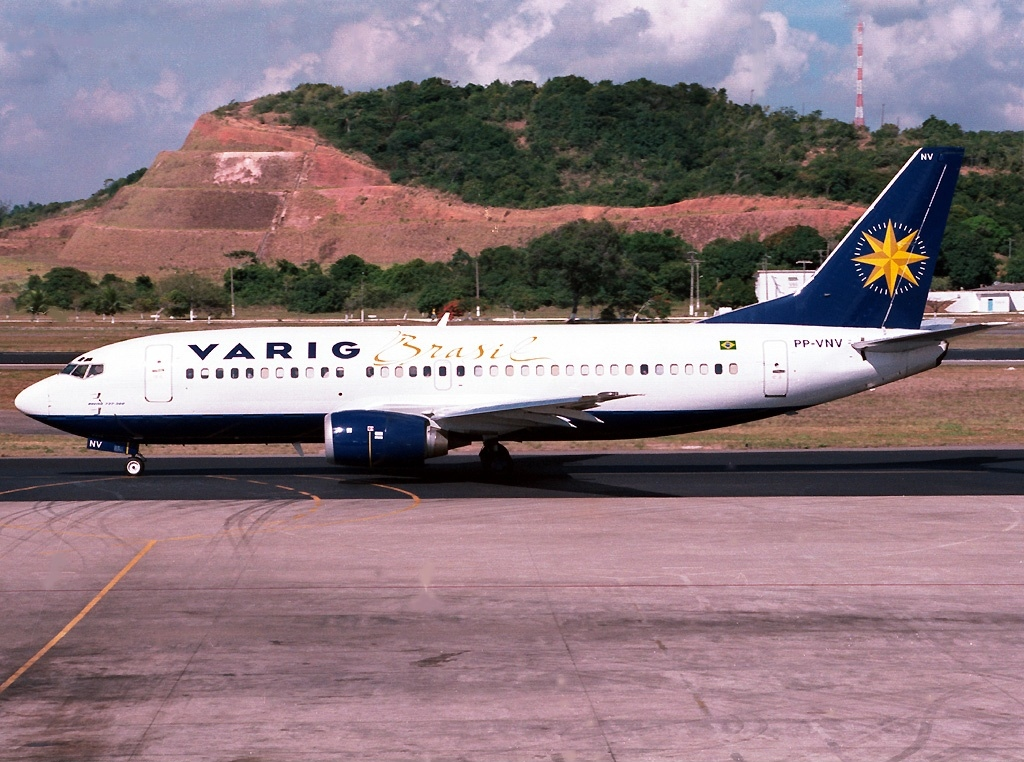
Un Boeing 737-700 di Varig

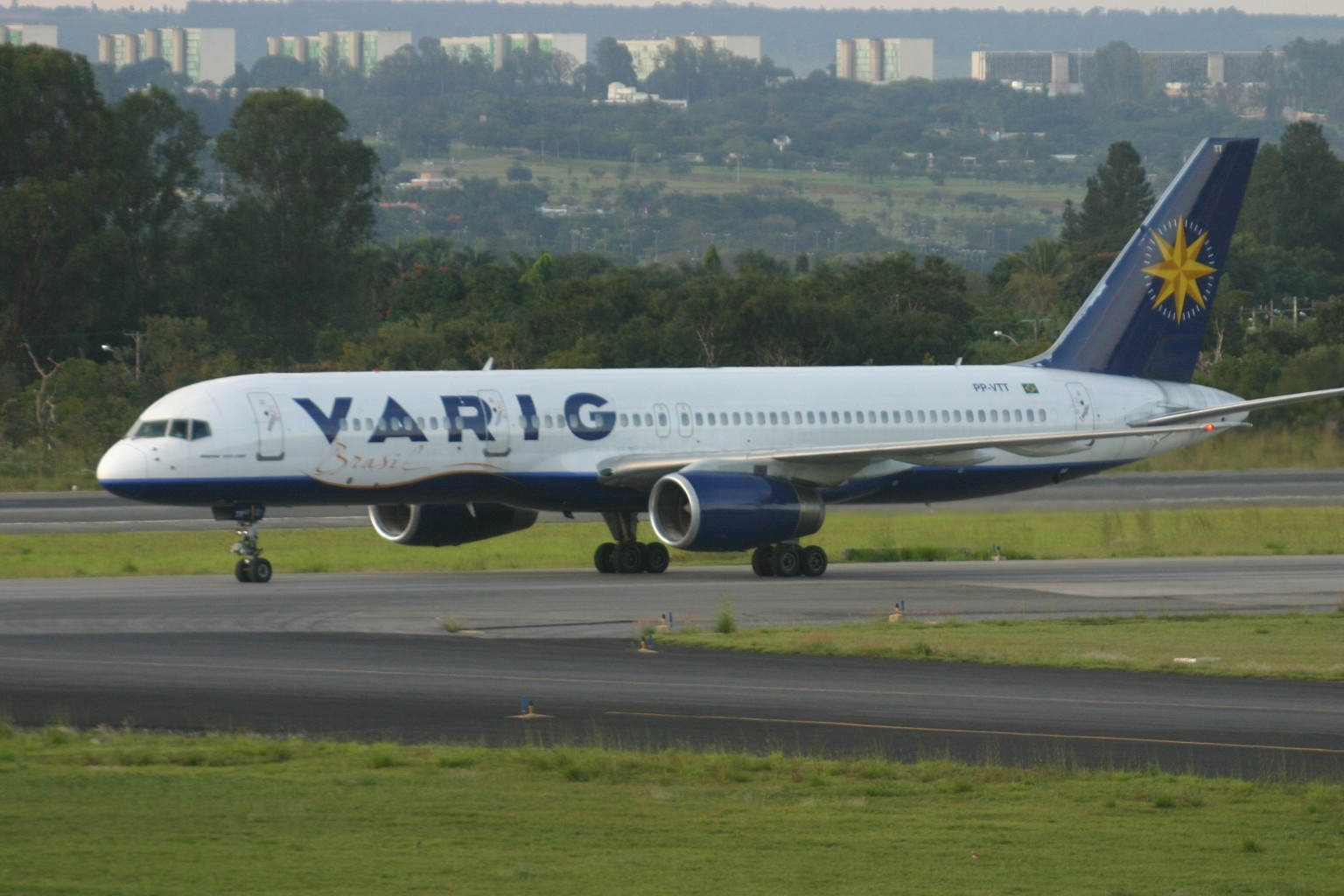
Un Boeing 757-200 di Varig.

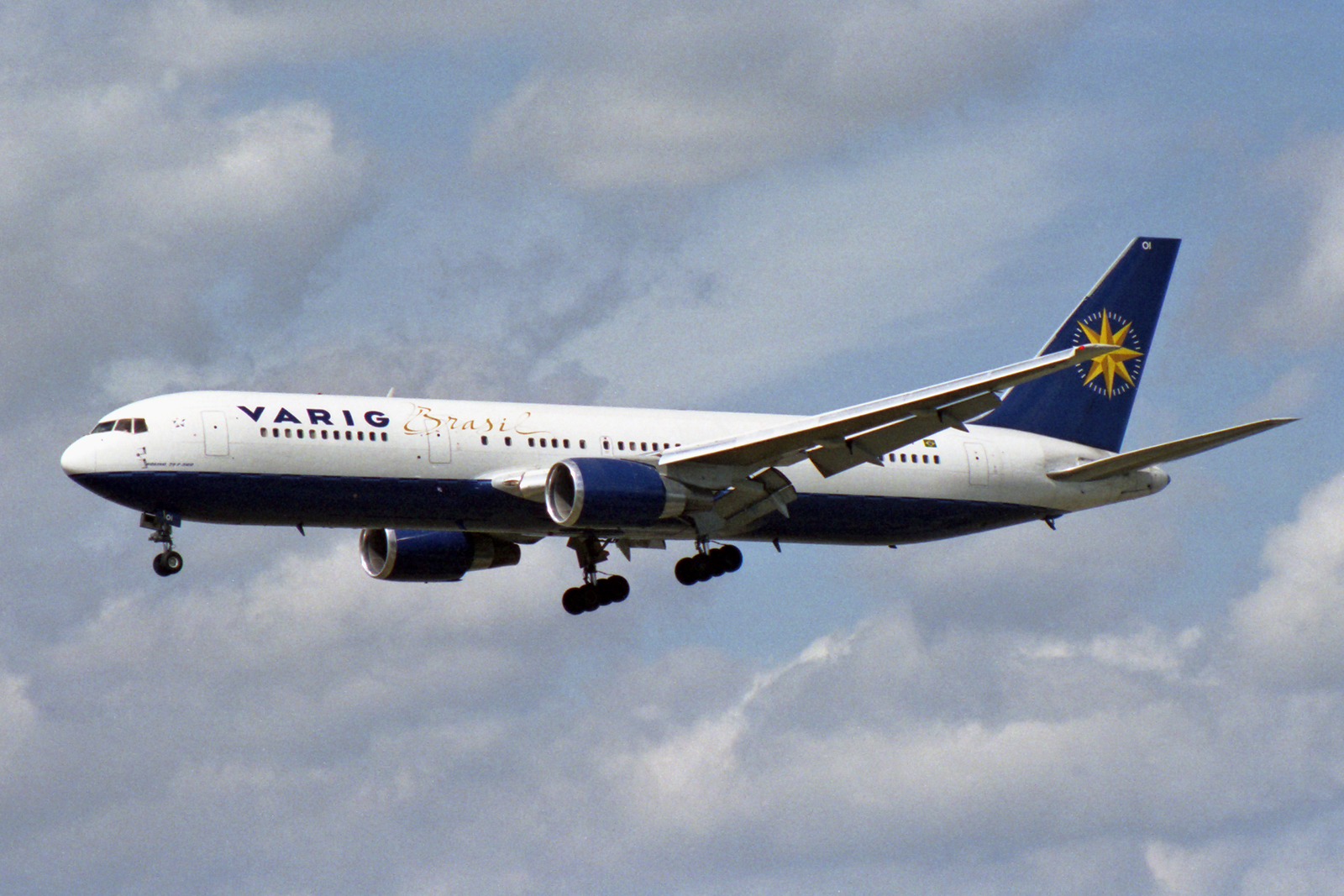
Un Boeing 767-300ER di Varig

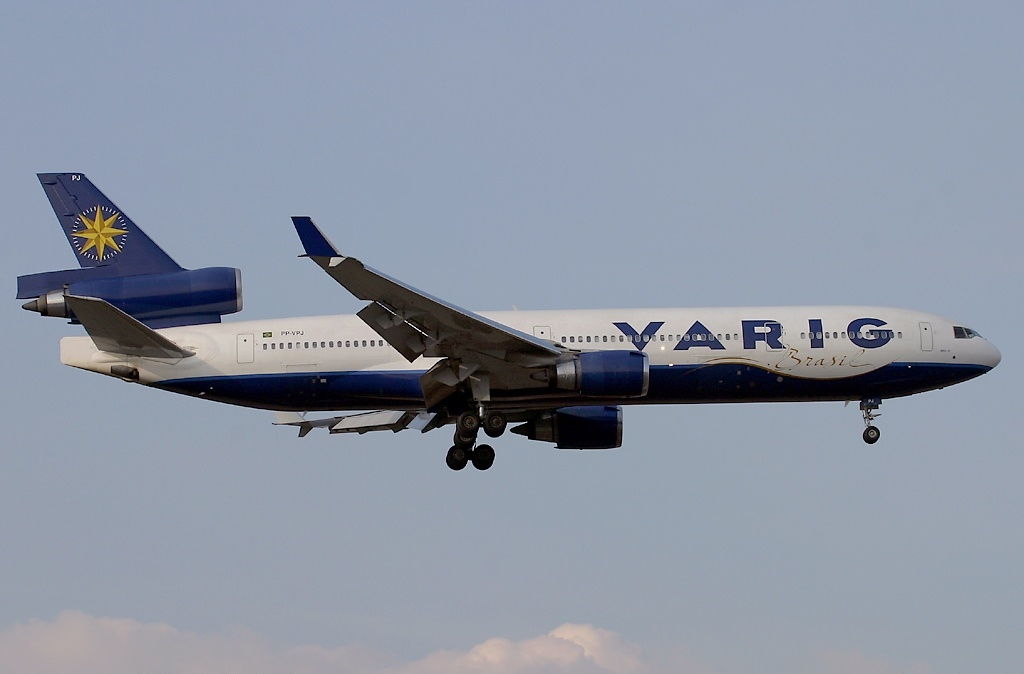
Un McDonnell Douglas MD-11 di Varig

Al gennaio 2006 la flotta Varig risultava composta dai seguenti aerei:

## Flotta storica

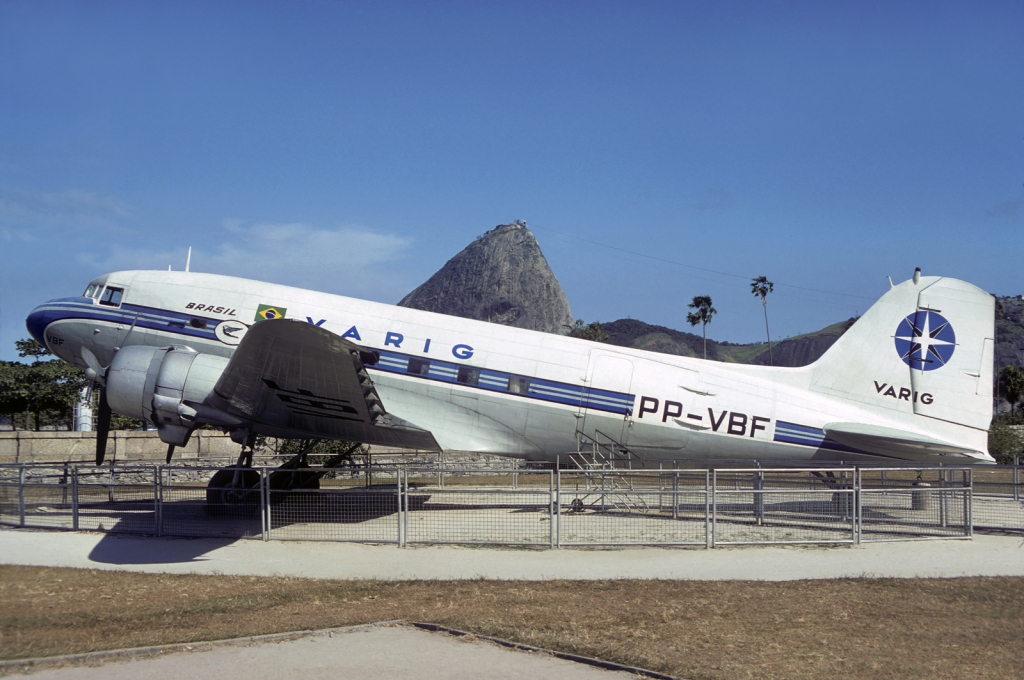
Un Douglas DC-3 di Varig

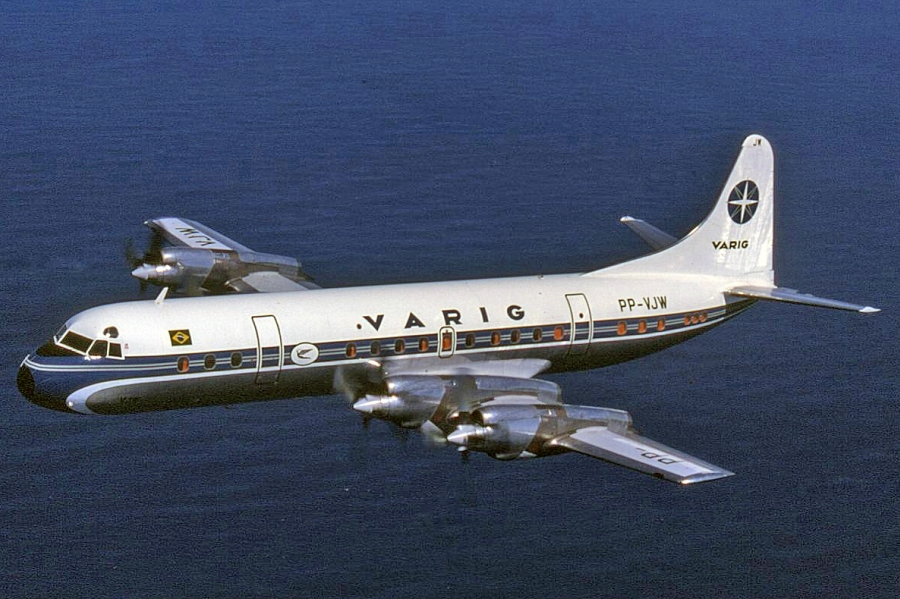
Un Lockheed L-188A Electra di Varig

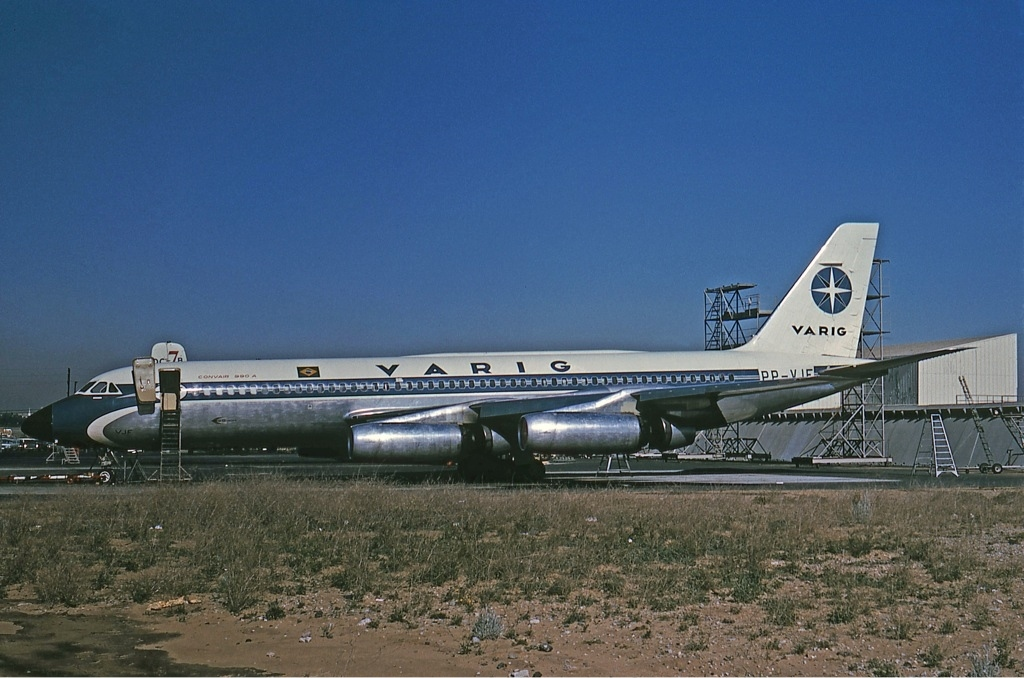
Un Convair 990 di Varig

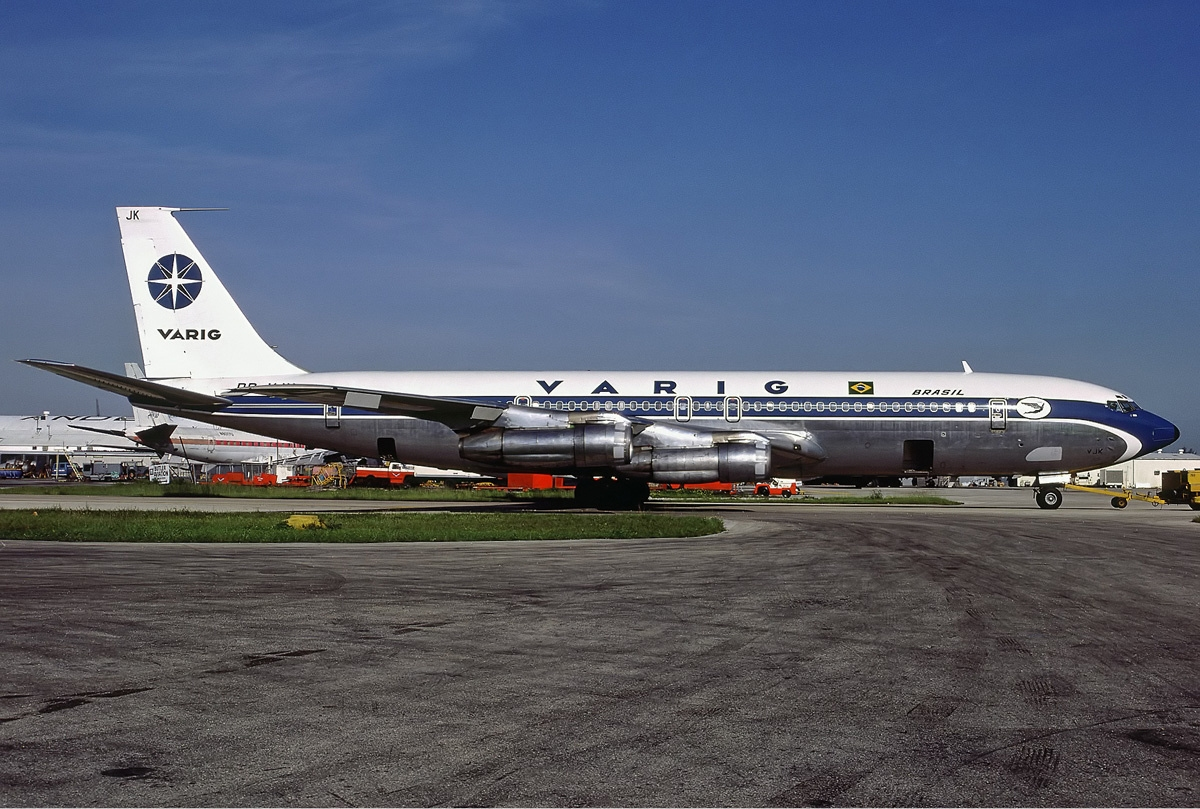
Un Boeing 707-300 di Varig

Nel corso degli anni Varig ha operato con i seguenti modelli di aeromobili:

## Incidenti
- Il 25 aprile 1931, un Junkers A-50ce Junior è precipitato a terra durante un atterraggio d'emergenza a Ilha dos Mosquitos, nel comune di Rio Grande, a causa di un guasto al motore. Nell'incidente è deceduto il co-pilota João Carlos Gravé, che era in addestramento mentre il pilota Franz Nüelle, ha subito l'amputazione di una gamba dopo aver atteso aiuto per diverse ore, sdraiato accanto all'aereo, con una grave frattura aperta[4]
- Il 28 febbraio 1942, un Junkers Ju 52 è precipitato poco dopo il decollo da Porto Alegre. Dei 23 occupanti sono deceduti 5 passeggeri e 2 membri dell'equipaggio[5].
- Il 20 giugno 1944, un Lockheed 10C Electra è precipitato durante l'avvicinamento all'aeroporto di São João (ora Salgado Filho) nelle acque del fiume Guaíba, in condizioni di maltempo. Il pilota Ricardo Lau, il copilota Frederico Hochwart e 7 passeggeri sono deceduti[5].
- Il 7 marzo 1948, un Lockheed 10A Electra ha effettuato un atterraggio d'emergenza con il carrello retratto, su una collina davanti alla pista di São Gabriel a causa, di un guasto al motore sinistro del velivolo, derivato dal blocco della presa d'aria del radiatore[4].
- Il 7 marzo 1948, un Messerschmitt M-20B ha subito un incidente a Porto Alegre senza vittime mortali.
- Il 2 agosto 1949, un Curtiss C-46 Commando, decollato da San Paolo con destinazione a Porto Alegre, ha subito un incendio nella stiva a circa 20 minuti dall'atterraggio. Il fumo nell'abitacolo, ha impedito ai piloti di vedere la strumentaione di bordo mentre i passeggeri in preda al panico, si sono spostati tutti nella parte anteriore dell'aereo, provocando un pericoloso cambiamento nel centro di gravità del velivolo. L'aeromobile ha effettuato un atterraggio d'emergenza nel distretto di São Francisco de Paula. Dei 36 occupanti (30 passeggeri e 6 membri dell'equipaggio) sono deceduti 4 passeggeri dell'equipaggio tra cui Antônio Leite Costa, figlio dell'allora ministro della Giustizia, Adroaldo Mesquita da Costa[5].
- Il 3 Settembre 1989, un Boeing 737-200, il volo VARIG 254 esaurisce il carburante e viene costretto a fare un belly landing nella foresta amazzonica